# Maria Farantouri
Maria Farantouri, nebo též Farandouri, (* 28. listopadu 1947 Athény) je řecká zpěvačka. Často spolupracovala se skladatelem Mikisem Theodorakisem. Během Řecké vojenské junty (1967–1974) s ním pracovala na protestních písních. Zpěvačka rovněž nazpívala texty ze sbírky Veliký zpěv od Pabla Nerudy, přičemž autorem hudby k nim byl také Theodorakis. V roce 1971 nahrála spolu s australským kytaristou Johnem Williamsem album Songs and Guitar Pieces by Theodorakis. Deska obsahovala sedm zhudebněných básní, jejichž autorem byl Federico García Lorca. Zpívala ve třech jazycích: španělštině, italštině a angličtině. V roce 2014 získala italské ocenění Premio Tenco.